# جنبش علیه مهاجرت غیرقانونی
جنبش علیه مهاجرت غیرقانونی (DPNI ; روسی: Движение против нелегальной иммиграции; ДПНИ (DPNI) یک سازمان راست افراطی و ملی‌گرای روسی بود. DPNI علاوه بر مخالفت با مهاجرت غیرقانونی ، روس‌هایی را از اقلیت‌های قومی، مذهبی و جنسی هدف قرار می‌داد.
از سال ۲۰۰۸ تا ۲۰۱۰، حزب دموکراتیک ملی (DPNI) توسط الکساندر پوتکین، عضو سابق سازمان ملی‌گرای افراطی پامیات، رهبری می‌شد. دیوان عالی روسیه در سال ۲۰۱۱ حزب دموکراتیک ملی را یک سازمان افراطی اعلام و فعالیت آن را ممنوع کرد.

## تاریخچه

### بنیاد
جنبش علیه مهاجرت غیرقانونی در سال ۲۰۰۲ و پس از درگیری قومی در کراسنوارمیسک، استان مسکو بین روس‌های قومی و مهاجران ارمنی ایجاد شد.
پس از زخمی شدن یک روس توسط یک مهاجر ارمنی، قتل‌عام‌هایی علیه ارمنی‌ها رخ داد. بیش از بیست و چهار نفر زخمی شدند که هشت قربانی به دلیل جراحات شدید در بیمارستان بستری شدند. در ۱۲ ژوئیه ۲۰۰۲، یک تجمع بیگانه‌هراسانه در کراسنوارمیسک آغاز شد که خواستار اخراج مهاجران و آزادی همه روس‌های بازداشت شده در درگیری‌ها بود.

### فعالیت‌ها
جنبش علیه مهاجرت غیرقانونی، تجمعاتی را علیه مهاجرت غیرقانونی در سراسر روسیه سازماندهی کرده است.
حزب دموکراتیک خلق‌ها (NDPI) همچنین در برگزاری راهپیمایی سالانه روسیه، یک نمایش غرور قومی روسی و یک رویداد اعتراضی، شرکت می‌کند. گذشته از اعتراضات گسترده، این جنبش در سازماندهی فشار عمومی برای حمایت از روس‌های قومی در تعدادی از پرونده‌های دادگاهی مهم مربوط به جرایم ارتکابی توسط مهاجران فعال است.
طبق گفته مرکز سووا، نماد DPNI باید به عنوان تصویری از یک صلیب سلتیک تفسیر شود که ۴۵٪ باز شده است. این سازمان هم از پرچم امپراتوری سیاه-زرد-سفید (۱۸۵۸–۱۸۹۶) و هم از سه رنگ رسمی فدراسیون روسیه که نماد جنبش روی آن قرار دارد، استفاده می‌کند.

### رهبری
- ۲۰۰۲–۲۰۰۸: ولادیمیر باسمانوف
- ۲۰۰۸–۲۰۱۰: الکساندر بلوف (پاتکین)
- ۲۰۱۰–اکنون: ولادیمیر یرمولایف

## ایدئولوژی
طبق گزارش مرکز SOVA، در حالی که DPNI ادعا می‌کرد که صرفاً در مهاجرت غیرقانونی فعالیت دارد، در واقع DPNI پوششی برای حمله به طیف وسیعی از اقلیت‌های قومی و مذهبی در روسیه فراهم می‌کرد:
«به‌طور رسمی، DPNI با مهاجرت غیرقانونی (به استثنای مهاجرت از کشورهای اسلاو) مخالف است، اما در عمل به‌طور کلی با «بیگانگان» مخالف است. این سازمان با سایر سازمان‌های راست افراطی متفاوت است، زیرا ساختار سلسله مراتبی سفت و سختی ندارد، بلکه یک ساختار شبکه‌ای است. این سازمان یک ایدئولوژی نسبتاً مبهم دارد که اساس آن بیگانه‌هراسی و نژادپرستی ضمنی است. این سازمان به راحتی خود را به عنوان یک ساختار «چتر» در اختیار گروه‌های محلی کله‌پوستی‌های نازی قرار می‌دهد و به آنها کمک می‌کند، از جمله کمک‌های حقوقی. کله‌پوستی‌های مرتبط با DPNI در حملات به خارجی‌ها، نمایندگان اقلیت‌های جنسی، ضد فاشیست‌ها و پیروان «ادیان غیرسنتی» دست داشته‌اند.»

## فعالیت سیاسی
در آوریل ۲۰۰۷، دیمیتری روگوزین، قانونگذار سابق رودینا، از ایجاد یک حزب سیاسی به نام حزب روسیه بزرگ، متشکل از اعضای کنگره جوامع روسیه و حزب دموکراتیک ملی خبر داد.
حزب دموکراتیک ملی (DPNI) اعلام کرده است که مایل است الکساندر لوکاشنکو، رئیس‌جمهور بلاروس، در سال ۲۰۰۸ رئیس‌جمهور روسیه شود. این امر طبق قانون اساسی روسیه امکان‌پذیر نیست، زیرا لوکاشنکو شهروند روسیه نیست. صرف نظر از این، لوکاشنکو این پیشنهاد را در اوایل سال ۲۰۰۷ رد کرد.

## اعتراضات خیابانی و فعالیت‌های شبه‌نظامیان
در جریان شورش‌های قومی در شهر کوندوپوگا در شمال روسیه، در اوت-سپتامبر ۲۰۰۶، حزب دموکراتیک ملی (DPNI) در پاسخ به آنچه سکوت سیاسی رسانه‌ها در مورد اتفاقات آنجا می‌دانست، پوشش آنلاین لحظه به لحظه‌ای از اوضاع جاری ارائه داد. نمایندگان حزب دموکراتیک ملی اندکی پس از شروع شورش‌ها به شهر رسیدند و توانستند جریان اخبار و رویدادها را در غیاب هرگونه واکنشی از سوی مقامات محلی یا پلیس تا حد زیادی کنترل کنند. حزب دموکراتیک ملی به رهبری رهبر خود، الکساندر بلوف (پوتکین)، «مجمعی» ترتیب داد و از اخراج چچنی‌ها و سایر مهاجران ظرف ۲۴ ساعت حمایت کرد. بلوف بعداً به دلیل برهم زدن آرامش تحت پیگرد قانونی قرار گرفت.
در ۲۲ ژوئن، به گفته مقامات شهر مسکو، تعداد کمی از اعضای حزب دموکراتیک ملی در درگیری‌های بین قومی در مرکز مسکو، نزدیک کرملین، شرکت کردند که منجر به دستگیری ۴۲ نفر شد. بلوف، رهبر حزب دموکراتیک ملی، از این اقدام به عنوان تحریک شده توسط گروه‌های قومی منطقه قفقاز (چچن‌ها و غیره) دفاع کرد که هنگام برگزاری مراسم دعا در بنای یادبود قهرمانان پلونا، با صدای بلند می‌رقصیدند و خود را به نمایش می‌گذاشتند. تخمین زده می‌شود که شرکت‌کنندگان در این درگیری از ۵۰ تا ۲۰۰ نفر متغیر است. سایر گروه‌های شرکت‌کننده شامل اتحادیه اسلاوی، اتحادیه ملی عمومی روسیه (RONS) و گروه جوانان "سنت جورج" ("георгиевцы") بودند.
در ۲۶ ژوئن ۲۰۰۷، DPNI تشکیل گروه‌های مسلح «دفاع از خود مردم» را برای دفاع از «شهروندان بومی» در برابر «اقدامات تهاجمی مهاجران جنایتکار» اعلام کرد. این گروه‌ها در نبرد تن به تن آموزش خواهند دید و ملزم به تهیه «سلاح‌های شکاری و تپانچه‌های قانونی» هستند. در آوریل ۲۰۰۵، DPNI از ایجاد «گروه‌های مبارز سیار» متشکل از شبکه‌های سلولی پنج نفره خبر داد که اعضای آنها به خودرو و سلاح‌های قانونی دسترسی خواهند داشت. در اطلاعیه سال ۲۰۰۵ به «احتمال بدتر شدن اوضاع سیاسی داخلی در فدراسیون روسیه و احتمال ناآرامی‌های جمعی و اقدامات تهاجمی توسط کشورهای خارجی» اشاره شده بود.

## ممنوعیت
با حکم دادگاه ناحیه دوروگومیلوسکی مسکو در تاریخ ۲۸ مه ۲۰۰۹، رهبر و رئیس حزب دموکراتیک ملی، الکساندر پوتکین (بلوف)، به جرم ارتکاب جرم طبق بخش ۱ ماده ۲۸۲ قانون جزای فدراسیون روسیه مجرم شناخته شد. دادگاه تشخیص داد که به دستور رهبر حزب دموکراتیک ملی مسکو، افرادی که در تحقیقات مشخص نشده‌اند، به شهروندان جمهوری‌های تاجیکستان، ازبکستان و ویتنام حمله کرده و باعث آسیب جسمی شده‌اند.
جنبش علیه مهاجرت غیرقانونی در ۱۸ آوریل ۲۰۱۱ توسط دادگاه شهر مسکو ممنوع اعلام شد. این سازمان به دامن زدن به نفرت بین قومی متهم شده است. با این حال، به دلیل اعتراض به این حکم، این حکم در سراسر روسیه لازم الاجرا نشد. در عین حال، حکم ۱۸ فوریه ۲۰۱۱ دادستان کل مسکو مبنی بر تعلیق فعالیت‌های این سازمان لازم الاجرا است. در اوت ۲۰۱۱، دادگاه عالی فدراسیون روسیه ممنوعیت فدرال این سازمان را صادر کرد.

## برای مطالعهٔ بیشتر
- - Zuev, Dennis (2010). "The movement against illegal immigration: analysis of the central node in the Russian extreme-right movement". Nations and Nationalism. 16 (2): 261–284. doi:10.1111/j.1469-8129.2010.00430.x.

### ویدئو
- آشوب مدنی در کوندوپوگا، روسیه
- مارس روسی (۱۱/۴/۰۶) ۱
- روسیه، ۴/۱۱/۲۰۰۶ (دوم مارس)
- میهن پرستان روسی
- چگونه اختلاف داخلی در DPNI به جنگ تبدیل می‌شود